# Pnigalio maculipes
Pnigalio maculipes är en stekelart som först beskrevs av Crawford 1913.  Pnigalio maculipes ingår i släktet Pnigalio och familjen finglanssteklar. Inga underarter finns listade i Catalogue of Life.